# Хикори (Оклахома)
Хикори (енгл. Hickory) град је у америчкој савезној држави Оклахома.

## Демографија
По попису из 2010. године број становника је 71, што је 16 (-18,4%) становника мање него 2000. године.
| Група             | 2000.      | 2010.      |
| Белци             | 58 (66,7%) | 42 (59,2%) |
| Афроамериканци    | 0 (0,0%)   | 4 (5,6%)   |
| Азијати           | 1 (1,1%)   | 0 (0,0%)   |
| Хиспаноамериканци | 14 (16,1%) | 5 (7,0%)   |
| Укупно            | 87         | 71         |